# Henrik Fig
Henrik Cassøe Fig (9 marzo 1972) è un allenatore di calcio ed ex calciatore danese, di ruolo centrocampista, attuale vice-allenatore del Middelfart G&BK.
È il fratello del giocatore Thomas Fig.

## Carriera

### Giocatore
Gioca nel Vejle. Trasferitosi oltreoceano nel 1996 gioca nell'A-League americana con i Colorado Foxes. Tornato in Danimarca gioca con il Vejle in campionato e in Coppa UEFA (1 presenza). Infine gioca in Germania per il Flensburg 08.

### Allenatore
Ha intrapreso la carriera di allenatore nel Middelfart G&BK come vice.